# 洛伦索·塞拉亚革命人民力量
洛倫索·塞拉亞革命人民力量（西班牙語：Fuerzas Populares Revolucionarias Lorenzo Zelaya）是一個帶有軍事背景的洪都拉斯秘密政治組織，他於1980年由原洪都拉斯改革党部分成員分裂而成。該黨由於受到1979年尼加拉瓜革命影響並主張开展游击战，因此该组织與其它傳統的共產主義政黨（如洪都拉斯共產黨和洪都拉斯改革党）不同。
該黨以已在1965年被人謀殺的農民領袖洛倫索·塞拉亞命名，並曾與薩爾瓦多的法拉本多·馬蒂民族解放陣線保持聯繫。1990年，洛倫索·塞拉亞革命人民力量最終與其它左翼政黨合併为爱国革新党。